# Carolina Steinbrecher
Carolina Steinbrecher (* 1987 in Wien) ist eine österreichische Kamerafrau.

## Leben
Carolina Steinbrecher absolvierte ihren Bachelor an der Filmakademie Wien unter anderem unter Wolfgang Thaler, gefolgt von ihrem Masterabschluss in Kamera an der Filmuniversität Babelsberg Konrad Wolf.
Während des Studiums verantwortete sie die Kameraarbeit für diverse Kurzfilme, unter anderem Schwitzen von Iris Blauensteiner, der am Vienna Independent Shorts Festival mit dem Preis für die beste österreichische Nachwuchsfilmerin ausgezeichnet wurde.
Sie war bereits mehrmals zu Gast an der Berlinale: der Langspielfilm Jibril von Henrika Kull, bei dem Steinbrecher als Kamerafrau tätig war, wurde 2018 in der Sektion Panorama uraufgeführt, ebenso der Dokumentarfilm Jetzt oder morgen von Lisa Weber  zwei Jahre darauf, als auch Glück, der zweite lange Spielfilm von Kull. 2025 wurde in der Sektion Generation 14plus der Spielfilm Paternal Leave uraufgeführt, der erste Langspielfilm unter der Regie von Alissa Jung.
Im Duo mit der österreichischen Kamerafrau Anna Hawliczek drehte Steinbrecher 2020 den Film Sargnagel – Der Film über die österreichische Autorin Stefanie Sargnagel.
Im Frühjahr 2022 drehte sie die 2. Staffel der Schweizer TV-Serie Neumatt, gemeinsam mit dem Kameramann Erol Zubčević, unter der Regie von Andrea Štaka und Christian Koch. Die Serie wurde im Februar im Schweizer Fernsehen ausgestrahlt; seit Sommer 2023 ist sie ebenfalls auf Netflix verfügbar. 2024 wurde die Serie Push ausgestrahlt, bei der Steinbrecher ebenfalls als Kamerafrau tätig war. Push wurde für den Deutschen Fernsehpreis sowie für den Grimme-Preis nominiert.
Der von ihr gedrehte Kurzfilm La gravidité wurde 2024 mit dem Schweizer Filmpreis für den Bester Kurzfilm ausgezeichnet.
2022 war Carolina Steinbrecher Teilnehmerin der Berlinale Talents; im selben Jahr war sie Jurymitglied der Solothurner Filmtage. Seit Herbst 2022 ist sie Mitglied der Deutschen Filmakademie.

## Filmografie (Auswahl)
- 2013: Schwitzen (Kurzspielfilm)
- 2017: Ewig Raum für mich (Kurzspielfilm)
- 2018: Jibril
- 2018: Die Stille dazwischen (Kurzspielfilm)
- 2019: Deine schöne Gestalt (Kurzspielfilm)
- 2020: Jetzt oder morgen (Dokumentarfilm)
- 2021: Glück
- 2021: Sargnagel – Der Film
- 2023: Neumatt, 2. Staffel (TV-Serie)
- 2023: La gravidité (Kurzfilm)
- 2024: Push (TV-Sechsteiler)
- 2025: Paternal Leave